# Opuntia feroacantha
Opuntia feroacantha ist eine Pflanzenart in der Gattung der Opuntien (Opuntia) aus der Familie der Kakteengewächse (Cactaceae). Das Artepitheton feroacantha leitet sich vom lateinischen Wort ferus für ‚wild‘ sowie dem griechischen Wort akanthos für ‚Dorn‘ ab und verweist auf das weiße Cephalium.

## Beschreibung
Opuntia feroacantha wächst hoch baumförmig bis strauchig und bildet Gruppen mit Wuchshöhen von bis zu 3 Meter. Häufig  wird ein auffälliger bedornter Stamm ausgebildet. Die kahlen, länglichen bis eiförmigen Triebabschnitte sind an ihrer Basis keilförmig. Sie sind 15 bis 20 Zentimeter lang. Die kreisrunden, großen Areolen sind braun und stehen 2 bis 4 Zentimeter voneinander entfernt. Die Glochiden sind gelblich. Die ein bis zwei (selten drei bis vier) Dornen sind trüb weiß mit einer dunkleren Basis. Einige der Dornen sind sehr kurz, die übrigen sind bis zu 8 Zentimeter lang.
Die gelben Blüten weisen Durchmesser von bis zu 4 Zentimeter auf.

## Verbreitung und Systematik
Opuntia feroacantha ist in den mexikanischen Bundesstaaten Sinaloa und Nayarit verbreitet.
Die Erstbeschreibung erfolgte 1926 durch Nathaniel Lord Britton und Joseph Nelson Rose.
Opuntia feroacantha ist nur unzureichend bekannt.

## Nachweise